# Beinschiene
Beinschiene bezeichnet in der Medizin eine Schiene zur Lagerung und Ruhigstellung eines verletzten oder operierten Beines. Dient die Schiene zur Ruhigstellung eines verletzten Beines während des Transportes, spricht man auch von einer Transportschiene.
Beinschienen gibt es als starre Metallschienen, etwa Alu-Polsterschienen, Vakuumschienen, die durch Luftabsaugen steif werden oder als pneumatische Schienen, die aufblasbar sind.
Diverse Orthesen werden umgangssprachlich als Beinschienen bezeichnet, etwa die Thomasschiene oder die Mainzer Orthese.